# Formosa do Rio Preto
Formosa do Rio Preto – miasto i gmina w Brazylii, w stanie Bahia. Znajduje się w mezoregionie Extremo Oeste Baiano i mikroregionie Barreiras.